# Luci Pomponi Bononiense
Luci Pomponi Bononiense (en llatí Lucius Pomponius Bononiensis) va ser un dramaturg romà que va florir l'any 91 aC. Formava part de la gens Pompònia, i el nom Bononiensis l'adoptà perquè era nadiu de Bononia (l'actual Bolonya).
Era conegut per ser escriptor de comèdies atel·lanes Atellanae Fabulae, molt populars, unes improvisacions satíriques que van ser importades l'any 391 aC a Roma des d'Atella, a la Campània, normalment escrites en llengua osca, que tractaven temes humorístics i sense gaire connexió uns amb els altres però que tenien gran èxit entre els romans. Pomponi i Quint Novi van ser els primers que van posar per escrit aquestes comèdies, que normalment s'improvisaven.
De la seva vida, el poc que es coneix és que la seva temporada de major èxit com a comediant va ser el 90-91 aC. És mencionat per diversos gramàtics romans que han conservat els títols d'algunes de les seves obres.

## Innovacions i estil
És conegut per haver donat certa serietat i dignitat a les faules atel·lanes, que no gaudien de gaire prestigi. Els donà un guió (escrit en mètrica grega) i una trama. Luci Pomponi, segons autors com Sèneca, tenia un gran talent en l'ús del llenguatge obscè, rústic, quotidià, i dels jocs de paraules.

## Obres
- Macchus Miles
- Leno (Rufià)
- Pytho Gorgonius
- Pseudo-Agamemnon
- Bucco Adoptatus
- Bucco Auctoratus
- Prostibulum
- Munda
- Aleones
- Pappus Agricola
- Sponsa Pappi
- Pappus Praeteritus
- Marsyas